# البنك السعودي للاستثمار
تأسس البنك السعودي للاستثمار (بالإنجليزية: The Saudi Investment Bank أو SAIB) كشركة مساهمة سعودية، بموجب المرسوم الملكي رقم م/31 بتاريخ 25 جمادى الثاني 1396هـ (الموافق 23 حزيران/يونيو 1976م) في المملكة العربية السعودية إلا أنّ نشاطه الفعلي بدأ في آذار/مارس 1977م.

## التاريخ
في تاريخ 27 سبتمبر 2018م، استحوذ البنك السعودي للاستثمار على 56.245.350 سهم من أسهم البنك المملوكة من المساهم السابق شركة جي بي مورغان الدولية للتمويل. وفي تاريخ 28 مايو 2019م، استحوذ البنك على 18.749.860 سهم من أسهم البنك المملوكة من المساهم السابق شركة بنك ميزوهو المحدودة. وقد بلغ إجمالي عدد الأسهم المستحوذ عليها 74,995,210 سهم، والتي تم الاحتفاظ بها من قبل البنك كأسهم خزينة.
في 4 أغسطس 2021م، وافقت الجمعية العامة غير العادية على طرح أسهم الخزينة من خلال اتباع آلية مشابهة لآلية إصدار أسهم حقوق الأولوية. في 05 أغسطس 2021م، أعلن البنك عن قرار مجلس الإدارة، وتم تحديد تاريخ الأحقية على أن يكون 11 أغسطس 2021م، كما وقد تم تحديد سعر الطرح هو 13.5 ريال.

## رأس المال
في سبتمبر 2021، كان راس مال البنك (7,500,000,000) ريال سعودي، وهو ما يعادل (2 مليار دولار أمريكي).
| تغيرات راس المال    |             |                 |                  |                  |
| تاريخ اعلان التوصية | نوع الإصدار | تاريخ الاستحقاق | رأس المال السابق | رأس المال الجديد |
| 2016-12-06          | منحة اسهم   | 2017-04-17      | 7,000,000,000    | 7,500,000,000    |
| 2015-12-13          | منحة اسهم   | 2016-04-04      | 6,500,000,000    | 7,000,000,000    |
| 2014-12-04          | منحة اسهم   | 2015-03-08      | 6,000,000,000    | 6,500,000,000    |
| 2013-12-19          | منحة اسهم   | 2014-04-02      | 5,500,000,000    | 6,000,000,000    |
| 2011-01-23          | منحة اسهم   | 2011-03-26      | 4,500,000,000    | 5,500,000,000    |
| 2008-01-08          | منحة اسهم   | 2008-03-09      | 3,910,160,000    | 4,500,000,000    |
| 2006-11-14          | منحة اسهم   | 2007-02-28      | 2,406,250,000    | 3,910,160,000    |
| 2005-11-27          | منحة اسهم   | 2006-03-06      | 1,718,750,000    | 2,406,250,000    |
| 2004-11-24          | منحة اسهم   | 2005-02-23      | 1,375,000,000    | 1,718,750,000    |
| 2003-12-14          | منحة اسهم   | 2004-02-28      | 1,100,000,000    | 1,375,000,000    |
| 2000-11-20          | منحة اسهم   | 2001-02-24      | 1,000,000,000    | 1,100,000,000    |

## الملكية
تشمل قائمة الملّاك الرئيسيين للبنك السعودي للاستثمار: المؤسسة العامة للتقاعد، والمؤسسة العامة للتأمينات الاجتماعية، والبنك السعودي للاستثمار.
ويمتلك البنك السعودي للاستثمار مجموعة من الاستثمارات المشتركة وهي: أميركان إكسبرس، وأوريكس السعودية للتأجير التمويلي، وأملاك العالمية للتمويل والتطوير العقاري. إلى جانب الشراكة مع «الوسيط الاستثماري ساما».

## الفروع
يعمل المصرف من خلال خلال شبكة فروع وصل عددها في 2019م إلى 52 فرعاَ منها 10 فروعٍ نسائيَّةٍ موّزعة في أنحاء المملكة العربية السعودية.

## النشاطات
تتمثل أغراض ونشاطات المصرف في مزاولة الأعمال المصرفية التجارية للشركات والأفراد، ويقوم بترتيب تمويل القطاعات شبه الحكومية والقطاعات الصناعية وتمويل التجارة التي تشمل عمليتي الاستيراد والتصدير. كما ويقوم المصرف من خلال برنامج (الأصالة) المصرفية بتقديم منتجات وخدمات متوافقة مع الشريعة الإسلامية.

## المنتجات والخدمات
تتوزع أنشطة المصرف على ثلاثة قطاعات أعمال رئيسية وهي: الخدمات البنكية الشخصية، ومجموعة الخزينة والاستثمار، والخدمات البنكية للشركات والمنشآت الصغيرة والمتوسطة.

### الخدمات البنكية الشخصية
- الحسابات:
  - حساب الأصالة الجاري.
  - حساب الراتب.
  - وديعة المرابحة.
  - الودائع لأجل.
  - حساب سداد.
- برامج العملاء:
  - برنامج فضي.
  - برنامج ذهبي.
  - برنامج بلاتينيوم.
- التمويل:
  - تمويل الأصالة الشخصي
    - تمويل أرزاق.
    - تمويل مرابحة الأسهم.
    - تمويل مرابحة السيارات.
    - التمويل الشخصي للمتقاعدين.
    - التمويل الشخصي للمقيمين.
    - إعادة التمويل.
    - سداد المديونية (تحويل الرصيد).
    -  التمويل التنفيذي.

  - تمويل الأصالة العقاري
    - منتجات التمويل العقاري بالتعاون مع صندوق التنمية العقارية.
      - التمويل العقاري المدعوم والميسر.
      - دعم الدفعة الأولى للعسكريين.
      - تمويل البناء الذاتي.

    - تمويل بيت الأصالة بصيغة المرابحة.
- بطاقات البنك السعودي للاستثمار:
  - بطاقات الحد الائتماني المنخفض.
    - بطاقة السفر.
    - بطاقة التسوق.

  - بطاقات مدى.
    - بطاقة مدى الفضية.
    - بطاقة مدى الذهبية.
    - بطاقة مدى «فيزا إنفينيت».    

  - بطاقات مسبقة الدفع   
    -  بطاقة «إيزي بي» لرواتب الموظفين.
    -  بطاقة «إيزي بي» للعمالة المنزلية.
    -  بطاقة الطالب EduPay.

  - البطاقات الائتمانية
    - بطاقة فيزا الفضية.
    - بطاقة فيزا الذهبية.
    - بطاقة فيزا البلاتينية.
    - بطاقة فيزا سيغنتشر.
    - بطاقة ماستركارد الكلاسيكية.
    - بطاقة ماستركارد تيتانيوم.
    - بطاقة ماستركارد البلاتينية.
      - برنامج التقسيط الميسر (بدون هامش ربح) لتقسيط مشتريات حاملي البطاقات الائتمانية الخاصة بالبنك السعودي للاستثمار إلى أقساط شهرية.
- الخدمات:
  - خدمات الاستثمار.[10]
  - خدمة سداد.[11]
  - خدمة سريع.[12]
- الخدمات البنكية الإلكترونية:
- الإنترنت البنكي «فلكس كليك».
- الهاتف البنكي «فلكس كول».
- «فلكس ترانسفير» للتحويل الدولي.
- خدمات أجهزة الصراف الآلي/الإيداع النقدي.[13]
- تطبيقات البنك السعودي للاستثمار
  - تطبيق البنك للأجهزة الذكية «فلكس تاتش»
  - خدمة «فلكس سيف»
  - تطبيق الهدى
- الدفع والتحويل.[13]
- برامج الولاء
  - برنامج أصيل.
  - برنامج الولاء «واو».

### الخدمات المصرفية للشركات
- القروض المُجمعة.
- تمويل رأس المال العامل.
- خدمات التمويل التجاري.
- خدمة دفع الرواتب.
- منتجات التمويل المتوافقة مع الضوابط الشرعية.
- المؤسسات المالية.
- خدمات الاستثمار.
- تمويل المشاريع والعقود.
- حلول تمويل التجارة الدولية.
- بطاقة البنك السعودي للاستثمار أمريكان إكسبريس للشركات.
- إدارة الأموال.
- إيزي بي.[14]

### مجموعة الخزينة والاستثمار
- إدارة السيولة.
- العملات الأجنبية.
- إدارة المنتجات المركبة.
- إدارة الاستثمار.
- المؤسسات المالية.
- الشركات الشقيقة.[15]

### الخدمات البنكية للشركات والمنشآت الصغيرة والمتوسطة
- خدمات الشركات.
- المنشآت الصغيرة والمتوسطة.
- إدارة النقد.
- حلول التمويل التجاري.
- ضريبة القيمة المضافة (VAT).

## الجوائز والإنجازات
| 29/04/2019 | المركز الأول كأفضل الشركات ممارسة للحوكمة في القطاع المالي وذلك خلال المؤتمر السنوي الثالث لحوكمة الشركات في جامعة الفيصل                   |
| 01/04/2019 | بطاقة السفر متعددة العملات من البنك السعودي للاستثمار الأفضل ضمن فئتها في الشرق الأوسط وشمال أفريقيا ووسط أوروبا باختيار شركة Visa العالمية |
| 31/03/2019 | جائزة أفضل بنك سعودي في قنوات التواصل الاجتماعي لعام 2019 حسب تصنيف (Global Banking and Finance Review)                                     |
| 31/12/2018 | أفضل برامج ولاء في المملكة لعام 2018 حسب تصنيف (Global Business Outlook)                                                                    |
| 27/12/2018 | جائزة النخبة لجودة الحوالات الدولية الصادرة للعام 2018 من بنك جي بي مورغان                                                                  |
| 25/11/2018 | الجائزة البلاتينية لعام 2018 لحملة البنك السعودي للاستثمار #خويك_تعرفه_بالسفر من مؤسسة جوائز ماركوم العالمية للتسويق                        |
| 04/03/2018 | 5 جوائز عالمية للتقرير المتكامل من البنك السعودي للاستثمار لعام 2017                                                                        |
| 31/12/2018 | أفضل برامج ولاء في المملكة لعام 2018 حسب تصنيف (Global Business Outlook)                                                                    |
| 04/10/2018 | البنك السعودي للاستثمار يحصد المركز الأول في الجائزة العربية للمسؤولية الاجتماعية لفئة منظمات القطاع المالي                                 |
| 23/04/2018 | البنك السعودي للاستثمار يحصد المركز الأول على مستوى القطاع البنكي في مؤشر حوكمة الشركات السعودية ضمن المؤتمر السنوي الثاني لحوكمة الشركات   |
| 09/02/2017 | جائزة أفضل برنامج ولاء في المملكة 2017م |
| 17/05/2017 | جائزة المركز الأول من مركز حوكمة الشركات بجامعة الفيصل للعام 2017م                                                                          |
| 24/10/2016 | جائزة الملك عبد العزيز للجودة |
| 14/04/2016 | جائزة أفضل برنامج ولاء للعام 2016م |
| 03/12/2015 | جائزة أفضل ممارسات بيئية مستدامة |
| 24/11/2015 | المركز الثاني في جائزة الملك خالد للتنافسية المسؤولة                                                                                        |